# Sezona Velikih nagrad 1930
Sezona Velikih nagrad 1930, dirke niso bile povezane v prvenstvo. 

## Dirkači in moštva

### Tovarniška moštva
| Moštvo                              | Konstruktor | Šasija     | Motor                         | Dirkači             |
| ----------------------------------- | ----------- | ---------- | ----------------------------- | ------------------- |
| Societá Anonima Alfa Romeo          | Alfa Romeo  | 6C-1750 P2 | 1,7 L vrstni-6 2,3 L vrstni-8 | Achille Varzi       |
| Societá Anonima Alfa Romeo          | Alfa Romeo  | 6C-1750 P2 | 1,7 L vrstni-6 2,3 L vrstni-8 | Tazio Nuvolari      |
| Societá Anonima Alfa Romeo          | Alfa Romeo  | 6C-1750 P2 | 1,7 L vrstni-6 2,3 L vrstni-8 | Giuseppe Campari    |
| Societá Anonima Alfa Romeo          | Alfa Romeo  | 6C-1750 P2 | 1,7 L vrstni-6 2,3 L vrstni-8 | Aymo Maggi          |
| Officine Alfieri Maserati           | Maserati    | 26B 26M V4 | 2,8 L vrstni-8                | Baconin Borzacchini |
| Officine Alfieri Maserati           | Maserati    | 26B 26M V4 | 2,8 L vrstni-8                | Luigi Arcangeli     |
| Officine Alfieri Maserati           | Maserati    | 26B 26M V4 | 2,8 L vrstni-8                | Luigi Fagioli       |
| Officine Alfieri Maserati           | Maserati    | 26B 26M V4 | 2,8 L vrstni-8                | Ernesto Maserati    |
| Officine Alfieri Maserati           | Maserati    | 26B 26M V4 | 2,8 L vrstni-8                | Achille Varzi       |
| Officine Alfieri Maserati           | Maserati    | 26B 26M V4 | 2,8 L vrstni-8                | Aymo Maggi          |
| Automobiles Ettore Bugatti          | Bugatti     | T35B T35C  | 2,3 L vrstni-8                | Louis Chiron        |
| Automobiles Ettore Bugatti          | Bugatti     | T35B T35C  | 2,3 L vrstni-8                | Albert Divo         |
| Automobiles Ettore Bugatti          | Bugatti     | T35B T35C  | 2,3 L vrstni-8                | Guy Bouriat         |
| Automobiles Ettore Bugatti          | Bugatti     | T35B T35C  | 2,3 L vrstni-8                | »Williams«          |
| Automobiles Ettore Bugatti          | Bugatti     | T35B T35C  | 2,3 L vrstni-8                | Caberto Conelli     |
| Officine Meccanice SA               | OM          | 665 665S   | 2,2 L vrstni-6                | Giuseppe Morandi    |
| Officine Meccanice SA               | OM          | 665 665S   | 2,2 L vrstni-6                | Ferdinando Minoia   |
| Officine Meccanice SA               | OM          | 665 665S   | 2,2 L vrstni-6                | Amedeo Ruggieri     |
| Officine Meccanice SA               | OM          | 665 665S   | 2,2 L vrstni-6                | Renato Balestrero   |
| SA des Automobiles Impéria Exelsior | Impéria     | Sport      | 1,8 L vrstni-6                | Goffredo Zehender   |
| SA des Automobiles Impéria Exelsior | Impéria     | Sport      | 1,8 L vrstni-6                | Jerome Ledure       |
| SA des Automobiles Impéria Exelsior | Impéria     | Sport      | 1,8 L vrstni-6                | Michel Doré         |

### Neodvisna moštva
| Moštvo              | Konstruktor | Šasija             | Motor                                        | Dirkači                     |
| ------------------- | ----------- | ------------------ | -------------------------------------------- | --------------------------- |
| Scuderia Ferrari    | Alfa Romeo  | 6C-1750 6C-1500 P2 | 1,5 L vrstni-6 1,7 L vrstni-6 2,0 L vrstni-8 | Enzo Ferrari                |
| Scuderia Ferrari    | Alfa Romeo  | 6C-1750 6C-1500 P2 | 1,5 L vrstni-6 1,7 L vrstni-6 2,0 L vrstni-8 | Alfredo Caniato             |
| Scuderia Ferrari    | Alfa Romeo  | 6C-1750 6C-1500 P2 | 1,5 L vrstni-6 1,7 L vrstni-6 2,0 L vrstni-8 | Mario Tadini                |
| Scuderia Ferrari    | Alfa Romeo  | 6C-1750 6C-1500 P2 | 1,5 L vrstni-6 1,7 L vrstni-6 2,0 L vrstni-8 | Giuseppe Campari            |
| Scuderia Ferrari    | Alfa Romeo  | 6C-1750 6C-1500 P2 | 1,5 L vrstni-6 1,7 L vrstni-6 2,0 L vrstni-8 | Tazio Nuvolari              |
| Scuderia Ferrari    | Alfa Romeo  | 6C-1750 6C-1500 P2 | 1,5 L vrstni-6 1,7 L vrstni-6 2,0 L vrstni-8 | Luigi Arcangeli             |
| Scuderia Ferrari    | Alfa Romeo  | 6C-1750 6C-1500 P2 | 1,5 L vrstni-6 1,7 L vrstni-6 2,0 L vrstni-8 | Baconin Borzacchini         |
| German Bugatti Team | Bugatti     | T35B               | 2,3 L vrstni-8                               | Heinrich-Joachim von Morgen |
| German Bugatti Team | Bugatti     | T35B               | 2,3 L vrstni-8                               | Hermann zu Leiningen        |
| German Bugatti Team | Bugatti     | T35B               | 2,3 L vrstni-8                               | Ernst Burggaller            |
| Scuderia Materassi  | Talbot      | 700                | 1,5 L vrstni-8                               | Clemente Biondetti          |
| Scuderia Materassi  | Talbot      | 700                | 1,5 L vrstni-8                               | Gastone Brilli-Peri         |
| Scuderia Materassi  | Talbot      | 700                | 1,5 L vrstni-8                               | Antonio Brivio              |
| Ecurie Friderich    | Bugatti     | T35B               | 2,3 L vrstni-8                               | René Dreyfus                |

## Velike nagrade

### Grandes Épreuves
| Velika nagrada          | Dirkališče        | Datum         | Zmag. dirkač       | Zmag. moštvo | Poročilo |
| ----------------------- | ----------------- | ------------- | ------------------ | ------------ | -------- |
| Indianapolis 500        | Indianapolis      | 30. maj       | Billy Arnold       | Miller       | Poročilo |
| Velika nagrada Belgije* | Spa-Francorchamps | 20. julij     | Louis Chiron       | Bugatti      | Poročilo |
| Velika nagrada Francije | Pau               | 21. september | Philippe Etancelin | Bugatti      | Poročilo |

*Velika nagrada Belgije je imela častni naziv Velika nagrada Evrope.

### Ostale Velike nagrade
| Velika nagrada                | Dirkališče    | Datum         | Zmag. dirkač                                     | Zmag. moštvo   | Poročilo |
| ----------------------------- | ------------- | ------------- | ------------------------------------------------ | -------------- | -------- |
| Velika nagrada Esterel Plaga  | Saint-Raphaël | 2. marec      | René Dreyfus                                     | Bugatti        | Poročilo |
| Velika nagrada Tripolija      | Mellaha       | 23. marec     | Baconin Borzacchini                              | Maserati       | Poročilo |
| Velika nagrada Monaka         | Monaco        | 6. april      | René Dreyfus                                     | Bugatti        | Poročilo |
| Velika nagrada Alessandrie    | Bordino       | 20. april     | Achille Varzi                                    | Alfa Romeo     | Poročilo |
| Velika nagrada Orana          | Arcone        | 27. april     | Jean de Maleplane                                | Bugatti        | Poročilo |
| Targa Florio                  | Madonie       | 4. maj        | Achille Varzi                                    | Alfa Romeo     | Poročilo |
| Velika nagrada Pikardije      | Péronne       | 18. maj       | Max Fourny                                       | Bugatti        | Poročilo |
| Velika nagrada Rima           | Tre Fontane   | 25. maj       | Luigi Arcangeli                                  | Maserati       | Poročilo |
| Velika nagrada Frontieresa    | Chimay        | 9. junij      | Georges de Marotte                               | Salmson        | Poročilo |
| Velika nagrada Lyona          | Quincieux     | 15. junij     | Louis Chiron                                     | Bugatti        | Poročilo |
| Grand Prix de la Marne        | Reims-Gueux   | 29. junij     | René Dreyfus                                     | Bugatti        | Poročilo |
| Eifelrennen                   | Nürburgring   | 20. julij     | Heinrich-Joachim von Morgen                      | Bugatti        | Poročilo |
| Velika nagrada Dieppa         | Dieppe        | 20. julij     | Marcel Lehoux                                    | Bugatti        | Poročilo |
| Coppa Ciano                   | Montenero     | 3. avgust     | Luigi Fagioli                                    | Maserati       | Poročilo |
| Circuit du Dauphiné           | Grenoble      | 10. avgust    | Philippe Étancelin                               | Bugatti        | Poročilo |
| Coppa Acerbo                  | Pescara       | 17. avgust    | Achille Varzi                                    | Maserati       | Poročilo |
| Grand Prix du Comminges       | Saint-Gaudens | 17. avgust    | François Miquel                                  | Bugatti        | Poročilo |
| Velika nagrada Monze          | Monza         | 7. september  | Achille Varzi                                    | Maserati       | Poročilo |
| Velika nagrada Lvova          | Lviv          | 8. september  | Henryk Liefeldt                                  | Austro-Daimler | Poročilo |
| Velika nagrada Masaryka       | Brno          | 28. september | Heinrich-Joachim von Morgen Hermann zu Leiningen | Bugatti        | Poročilo |
| Velika nagrada San Sebastiána | Lasarte       | 5. oktober    | Achille Varzi                                    | Maserati       | Poročilo |